# Ophiomusium rugosum
Ophiomusium rugosum är en ormstjärneart som beskrevs av Jean Baptiste François René Koehler 1914. Ophiomusium rugosum ingår i släktet Ophiomusium och familjen Ophiolepididae. Inga underarter finns listade i Catalogue of Life.